# El premio (película de 1963)
El premio (The Prize) es una película estadounidense de 1963 dirigida por Mark Robson, con Paul Newman, Elke Sommer y Edward G. Robinson en los papeles principales y basada en el best seller The Prize, de Irving Wallace. La película fue galardonada con el premio Globo de Oro de 1964 a la actriz Elke Sommer como nueva estrella del año.

## Sinopsis
Andrew Craig (Paul Newman) llega a Estocolmo para recibir el Premio Nobel de Literatura. Es un hombre que parece más interesado en las mujeres y el alcohol que en escribir. Es recibido por su hermosa acompañante asignada, Inger Lisa Andersson (Elke Sommer), y se aloja en el Grand Hôtel, residencia oficial de los laureados. Allí conoce a otro premiado, el físico, dr. Max Stratman (Edward G. Robinson), un refugiado político que está acompañado por su sobrina Emily (Diane Baker). El encuentro se desarrolla con cordialidad y quedan de acuerdo en reunirse al día siguiente.
Ese día, durante la conferencia de prensa, y ya con algunos martinis en el cuerpo, Andrew vuelve a encontrarse con el dr. Stratman, pero esta vez el físico actúa como si nunca lo hubiera visto antes, además de rechazar a los fotógrafos y contestar lacónicamente a las preguntas que le hacen. 
Inmediatamente después, los periodistas comienzan a preguntar a Andrew, que comienza a responder con cinismo, y dice que tiene problemas para escribir, ya que sufre desde hace años del llamado síndrome de la página en blanco; que ni siquiera ha comenzado su esperada próxima novela Return to Carthage, y que solo ha escrito historias de detectives para poder pagar el arriendo. Sugiere además que posiblemente haya perdido su talento. Un periodista le pide que de un ejemplo de un argumento para una historia de detectives. Andrew, recordando el extraño cambio de personalidad del dr. Stratman, responde que posiblemente el dr. Stratman es un impostor. 
Otros laureados, el dr. Carlo Farelli (Sergio Fantoni) y el dr. John Garrett (Kevin McCarthy), que recibirán ex aequo el Premio Nobel de Medicina, complican la situación para los organizadores, que perciben una abierta rivalidad entre ambos, ya que el dr. Garrett cree que su colega el dr. Farelli de alguna manera le ha copiado su propio descubrimiento, pues ha llegado en muy poco tiempo a la misma solución a la que a él le ha costado años llegar. El dr. Farelli explica que usa la improvisación como herramienta, y que eso le ha permitido llegar rápidamente a una solución. El dr. Garrett no se convence con el argumento.
Los laureados en Química, la dra. Denise Marceau (Micheline Presle) y su esposo el dr. Claude Marceau (Gérard Oury), aportan también inquietud a los organizadores, ya que llegan acompañados por la secretaria privada del dr. Marceau, Monique Souvir (Jacqueline Beer), que aparentemente es su amante.
Es el período de la Guerra Fría, y agentes soviéticos se acercan a Emily Stratman para conseguir raptar a su tío Max. Para convencerla, le dicen que tienen con ellos a su padre, Walter Stratman, que es el gemelo de su tío Max, a quien ella cree muerto. De esa manera logran raptar al laureado físico y poner en su lugar a su hermano. Como segunda intención oculta, planean que el impostor denuncie a los Estados Unidos durante la ceremonia de entrega del premio Nobel.
Andrew se da cuenta de que algo extraño ocurre con el dr. Stratman, comienza su propia investigación, cae en un peligroso juego entre espías y es perseguido por el agente soviético Daranyi (Sacha Pitoëff), que lo sigue para matarlo. Andrew decide entonces contarle sus sospechas a su acompañante Inger, y a la policía sueca. Pero sus sospechas son rechazadas por ambos. Con dificultad Andrew consigue finalmente convencer a Inger de que el dr. Stratman va a ser llevado fuera de Suecia a bordo de una nave mercante. Ambos emprenden el rescate, lo logran, y vuelven al hotel con Max Stratman.
El anciano científico sufre un ataque cardíaco a consecuencia de su extenuante experiencia. Andrew corre a pedir ayuda a los doctores Garrett y Farelli. Ambos tratan desesperadamente de revivir a Stratman, pero no lo logran. Sin embargo, el dr. Farelli improvisa un desfibrilador con una lámpara de mesa y salva al dr. Stratman. El dr. Garrett queda muy impresionado y se convence de la honradez de su colega.
La ceremonia de entrega de premios ha comenzado, y el responsable, el conde Bertil Jacobsson (Leo G. Carroll), espera impaciente la aparición del dr. Stratman y de Andrew. Ambos hacen acto de presencia, lo que provoca la huida del impostor Walter Stratman, que resulta muerto equivocadamente por un disparo de otro agente soviético. 
Más tarde, se comprueba que el impostor muerto era realmente un actor profesional, y que el verdadero Walter Stratman efectivamente falleció hace muchos años. Andrew reacciona ante la tragedia y acepta de manos del rey de Suecia el premio que le ha sido otorgado. Inger lo espera con intenciones románticas.

## Reparto
- Paul Newman ..... Andrew Craig
- Elke Sommer ..... Inger Lisa Andersson
- Edward G. Robinson ..... Dr. Max Stratman / Prof. Walter Stratman
- Diane Baker ..... Emily Stratman
- Micheline Presle ..... Dra. Denise Marceau
- Gérard Oury ..... Dr. Claude Marceau
- Sergio Fantoni ..... Dr. Carlo Farelli
- Kevin McCarthy ..... Dr. John Garrett
- Leo G. Carroll ..... Conde Bertil Jacobsson
- Sacha Pitoëff ..... Daranyi
- Jacqueline Beer ..... Monique Souvir
- Don Dubbins ..... Ivar Cramer
- Karl Swenson ..... Hilding
- John Qualen ..... Oscar

## Nobel 1963
El Premio Nobel de Literatura de 1963 lo recibió Giorgos Seferis.
- Datos: Q751341
- Multimedia: The Prize (1963 film) / Q751341